# 2000年夏季奥林匹克运动会所罗门群岛代表团
所罗门群岛参加了9月15日至10月1日在澳大利亚悉尼举行的2000年夏季奥林匹克运动会。此次参赛是所罗门群岛第五次参加夏季奥运会，代表团派出了两名田径运动员：普里莫·比嘉参加男子3000米障碍赛，珍妮·凯尼参加女子100米，二人均止步于小组赛首轮。

## 背景
1982年12月31日，所罗门群岛国家奥林匹克委员会得到了国际奥委会的承认。本届奥运会是该国自1984年洛杉矶奥运会首秀以来第五次参加夏季奥运会，而他们此前从未获得过奥运奖牌。所罗门群岛代表团包括普里莫·比嘉和珍妮·凯尼两名田径运动员，比嘉担任开幕式旗手。

## 田径
珍妮·凯尼在参加悉尼奥运会时年仅17岁，这也是她首次参加奥运会。在9月23日举行的女子100米预赛中，她分到了第二组，并以13.01秒的成绩排在小组最后一名。而只有每组前三名及其余选手中成绩最好的两位才能晋级，晋级成绩为11.60秒，凯尼因此无缘次轮。在2004年雅典奥运会上，凯尼再次代表所罗门群岛参赛。
普里莫·比嘉在参加悉尼奥运会时27岁，他曾代表所罗门群岛参加1996年亚特兰大奥运会男子3000米障碍赛，但未能完赛。9月27日，他参加了男子3000米障碍赛首轮比赛，并分在第一组。比嘉以9分44秒12的成绩完赛，在同组13名选手中排在最后一位。而只有每组前四名及其余选手中成绩最好的三位才能晋级，晋级成绩为8分25秒70，比嘉因此无缘次轮。
| 选手        | 比赛项目         | 预赛    | 预赛 | 四分之一决赛 | 四分之一决赛 | 半决赛 | 半决赛 | 决赛   | 决赛   |
| 选手        | 比赛项目         | 成绩    | 排名 | 成绩         | 排名         | 成绩   | 排名   | 成绩   | 排名   |
| ----------- | ---------------- | ------- | ---- | ------------ | ------------ | ------ | ------ | ------ | ------ |
| 珍妮·凯尼   | 女子100米        | 13.01   | 8    | 未晋级       | 未晋级       | 未晋级 | 未晋级 | 未晋级 | 未晋级 |
| 普里莫·比嘉 | 男子3000米障碍赛 | 9:44.12 | 13   | 无           | 无           | 无     | 无     | 未晋级 | 未晋级 |

- 注 – 径赛排名仅为运动员所处小组成绩